# Grazer Herbstmesse

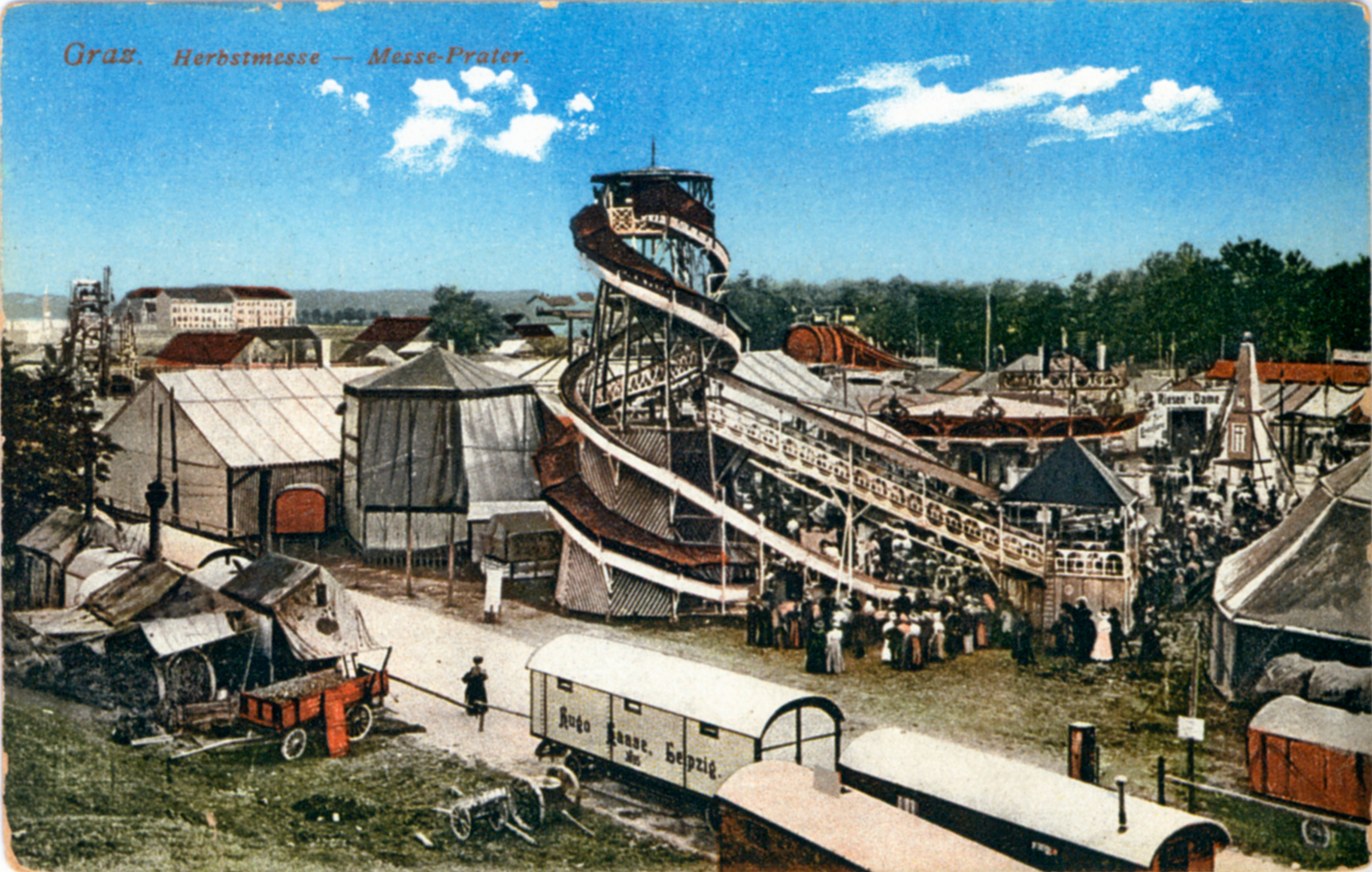
Graz, Herbstmesse, Messe-Prater, Ansichtskarte, 1911

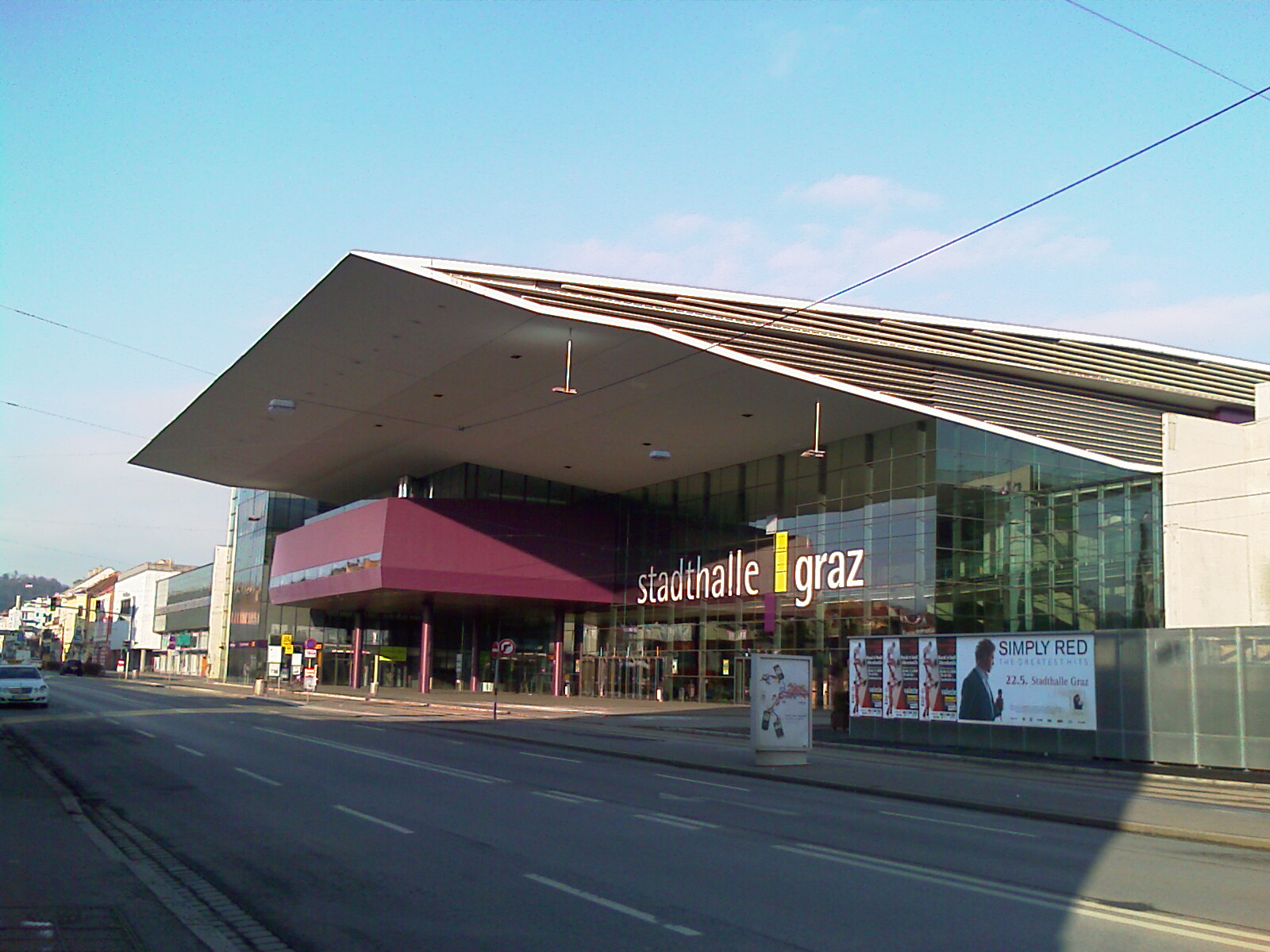
Stadthalle Graz (eröffnet 2002)

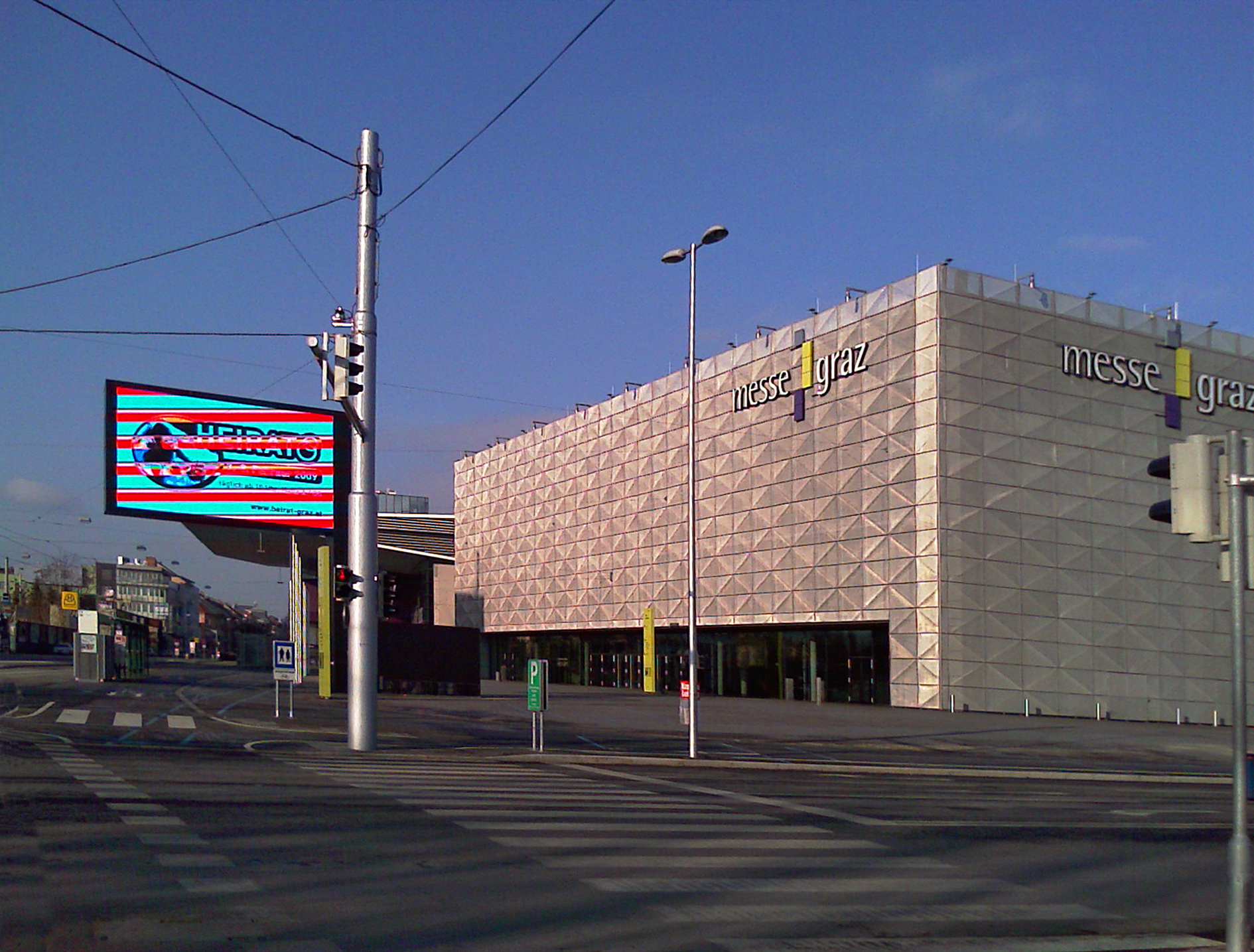
Messe Congress Graz, Halle A (2008)

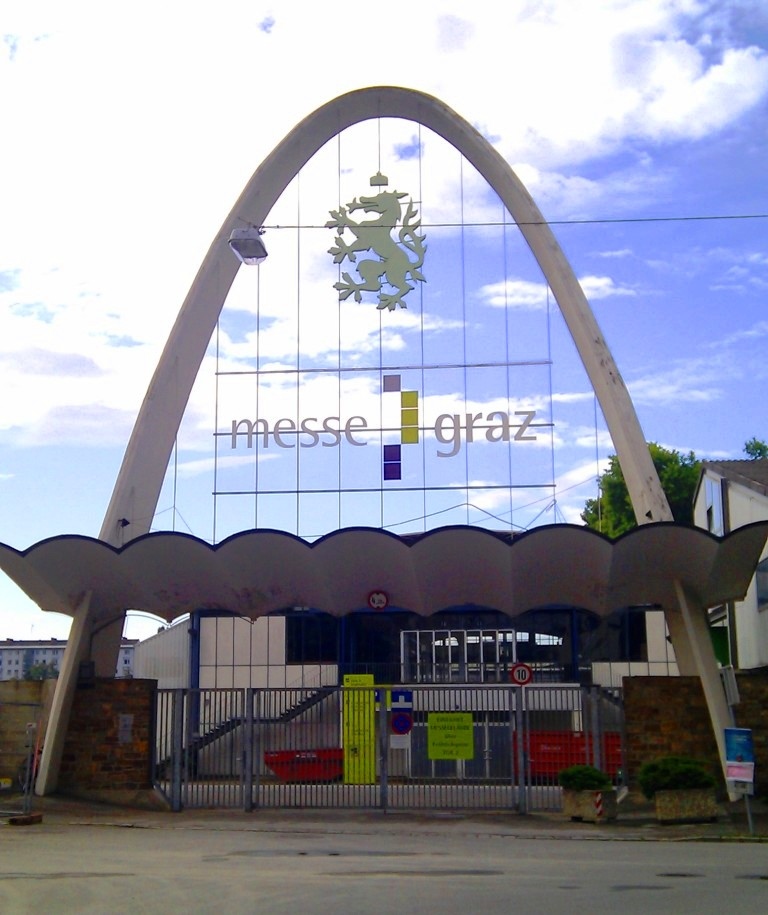
Bogentor oder Nordportal, 2011

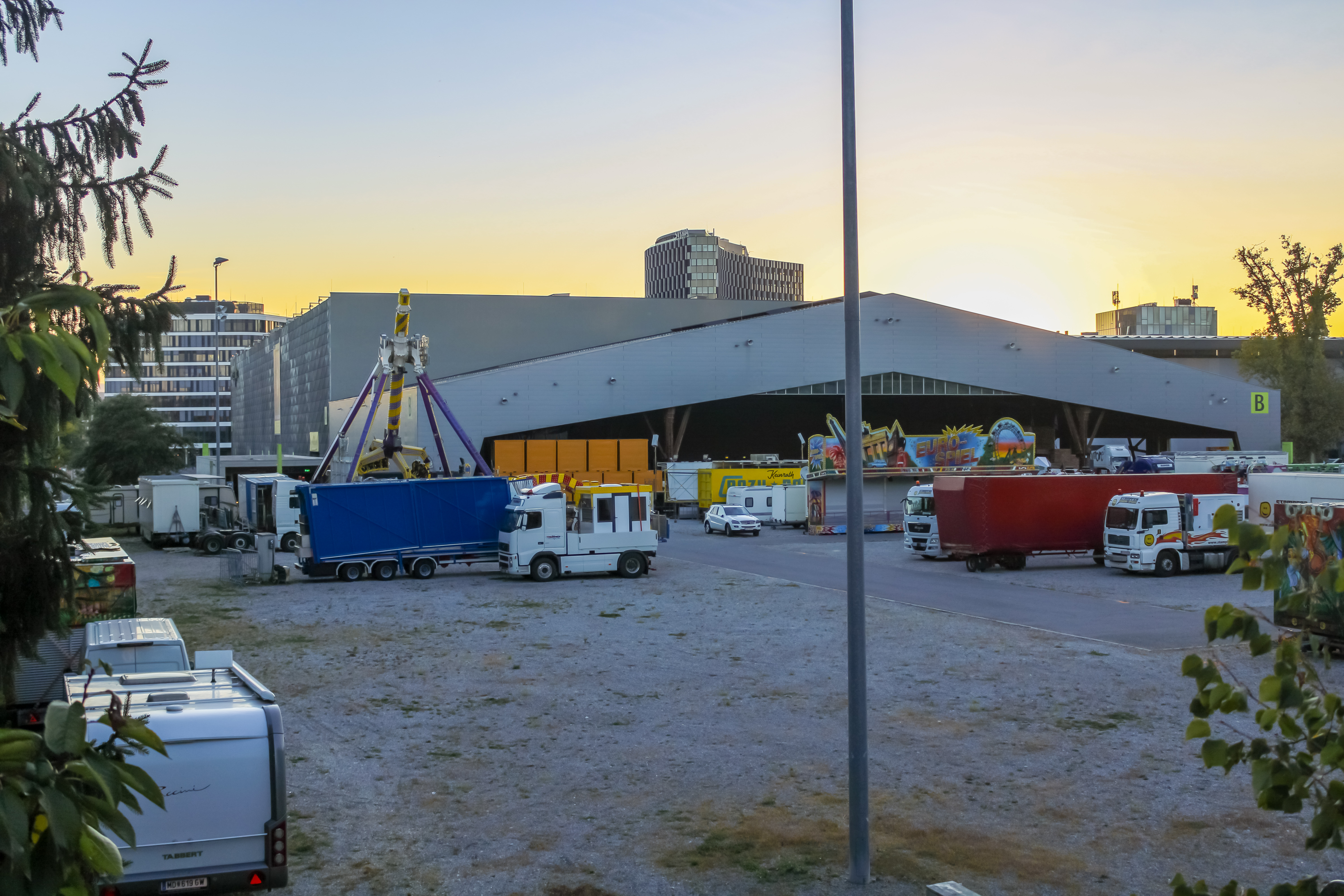
Vorbereitungsarbeiten eine Woche vor Messebeginn

Die Grazer Herbstmesse wird jährlich von der Messe Congress Graz Betriebsgesellschaft m.b.H. (MCG) veranstaltet und fand zum ersten Mal 1906 statt. Neben unterschiedlichen Themenschwerpunkten der Ausstellungen quer durch alle Branchen, die Investitions- und Konsumgüter anbieten, gibt es auch einen großen Vergnügungspark (früher: Messe-Prater). Die Anzahl der Besucher liegt bei rund 70.000, wobei mehr als 450 Aussteller ihre Produkte und Dienstleistungen anbieten. Das Messegelände befindet sich im 6. Grazer Stadtbezirk Jakomini zwischen Conrad-von-Hötzendorf-Straße (Haupteingang) und Münzgrabenstraße (Messe-Schlössl).

## Geschichte

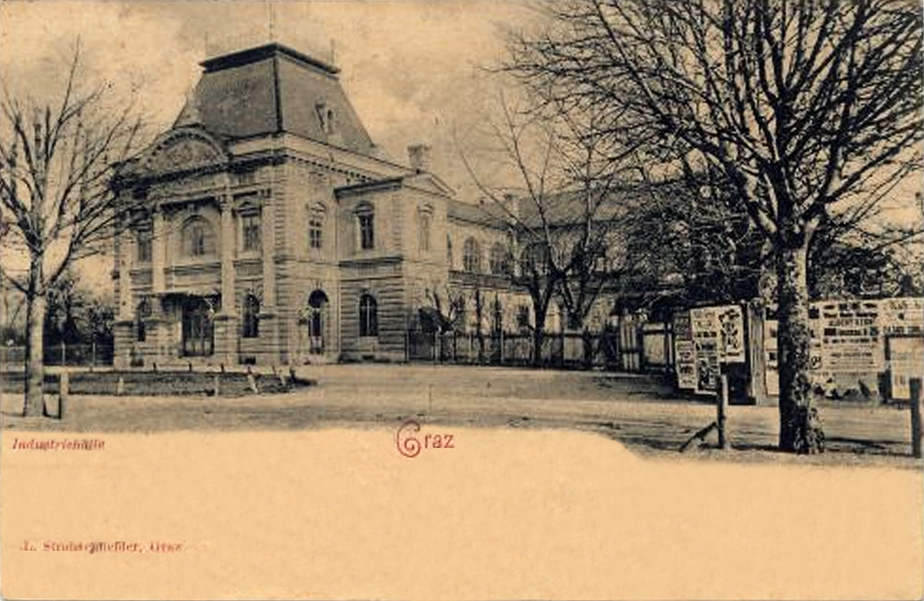
Graz, Industriehalle, Ansichtskarte, vor 1900

Am 29. September 1906 wurde in der 1880 errichteten Industriehalle (Standplatz: heutiges Messegelände, Grazer Stadthalle) die in großem Stile angelegte, seit 1905 geplante sowie ab 2. Mai 1906 durch einen Verein geförderte Grazer Herbst-Messe durch Manfred von Clary und Aldringen (1852–1928), k.k. Statthalter von Steiermark, eröffnet. Dem erfolgreichen Anlass gemäß – die Messe zählte an neun Tagen 260.000 Besucher – komponierte Eduard Wagnes (1863–1936) das große Potpourrie Ein Besuch der Grazer Herbstmesse.
Das Grazer Messe-Konzept, im Wesentlichen entworfen und umgesetzt von dem aus Brünn gebürtigen Rudolf Reidl, Leiter der Reklame-Abteilung des Grazer Tagblatts, wurde durch Reidl, der bald nach der Herbstmesse aus deren Veranstalterverein schied und ein eigenes Organistations-Bureau anmeldete, weitergetragen: Im Mai 1907 fand in Brünn die erste lokale Frühjahrsmesse statt, die sich räumlich zwar nicht mit Graz und dessen Industriehalle messen konnte, aber erfolgreich war. Reidl war neben dem kommerziellen Schwerpunkt der Herbstmesse auch für das zugehörige Unterhaltungsprogramm mitbestimmend: In dem die Industriehalle umgebenden Park betrieb er eine aus Holz gefertigte Rodelbahn, die zur Gründung einer eigenen Gesellschaft führte und einer in deren Auftrag hergestellten Wander-Rodelbahn, deren Muster im März 1907 im Crystal Palace, London, präsentiert wurde. Der Herbstmesse 1906 fehlten trotz der geräumigen Industriehalle Ausstellungsflächen. Für 1907 wurden daher Teile der angrenzenden (am 25. Mai 1885 eröffneten) Trabrennbahn gemietet sowie für den Industriehallenpark zusätzliche Bauprovisorien vorgesehen.
Das geschichtlich bedeutsamste Ereignis im Unterhaltungsprogramm zur Grazer Herbstmesse vollzog sich am 26. September 1909, als die Söhne des Artisten Franz Renner (1866–1912), Anatol und Alexander (siehe: Renner-Buben), erstmals Aufstieg und Landung eines in Österreich gebauten (37 Meter langen) lenkbaren Luftschiffes, Renner Estaric-Lenkballon I, erfolgreich zuwege brachten und das in jener Zeit herrschende Interesse am Flugwesen ungemein steigerten. Neben der (mehrmals wiederholten) Flugaktion war eine weitere Messe-Attraktion des Jahres 1909 die Meisterschaft der österreichischen Ringer.
Nach dem Ersten Weltkrieg konnte die (zuletzt 1913 abgehaltene) Messe 1921 wieder stattfinden, neu ausgerichtet als Muster- und Warenschau für steiermärkische Erzeuger sowie verbunden mit einem Heimatgedanken, der unter anderem zu Ende der Messe am 2. Oktober ein altsteirisches Trachtenfest auf Schloss Eggenberg vorsah. In den Folgejahren entwickelte sich die Messe zu einem richtigen Volksfest. Im Mittelpunkt standen Themenhallen für: Lebensmittel, Wein, Fremdenverkehr, Milch, Erfinder und Bier. Im Jahr 1928 gab es erstmals zur Herbstmesse eine Sonderausstellung: Aus Anlass des 800-jährigen Bestehens der Landeshauptstadt wurde eine „Energiewirtschafts-Ausstellung“ gezeigt.
Innovation und Vergnügen gehörten schon zu jener Zeit zu den Kernpunkten des Messegeschehens. Im Freibereich entwickelte sich der Vergnügungspark zum Zentrum der Messeunterhaltung, während im Hallenbereich mit dem Segel-Schulflugzeug „Konrad“ im Jahr 1931 für die damals noch abenteuerliche Fliegerei geworben wurde. 
Von 1939 bis 1947 fand keine Herbstmesse statt. Während der Kriegsjahre waren einige Gebäude zerstört worden, darunter Teile der Industriehalle. Nach einer auf die unmittelbare wie mittelbare Zukunft der Messeveranstaltung zielenden Planung wurde entschieden, den von der Industriehalle bestehenden Rest baulich umzugestalten und funktional zu erweitern. Die Neue Industriehalle diente im weiteren Gesamtbau des Ausstellungsgeländes als Eingangs- und Empfangshalle. Sie fand während der Messezeit als Ausstellungsgebäude Verwendung und in der übrigen Zeit des Jahres für sonstige Veranstaltungen, vor allem für solche sozialer Widmung. Die erste Grazer Messe nach dem Krieg im Oktober 1948 hatte einen ungeheuren Erfolg. Nach der zehnjährigen Unterbrechung war das Interesse aus allen Bevölkerungskreisen außergewöhnlich groß. Die wiedererstandene Industriehalle, hatte, wenn auch noch nicht gänzlich fertiggestellt, ihren besonderen Anteil an diesem Erfolg.
Um 1960 konnte die Grazer Messe ihre Internationalität voll entfalten. Besucher wie auch Aussteller kamen nun auch aus Deutschland, Italien, Jugoslawien und den Staaten des Balkan. Diese Entwicklung machte auch eine Professionalisierung der Organisationsstrukturen notwendig, und die Messe wurde über ihre Aufgabe einer Wirtschaftsplattform hinaus auch zum Bindeglied der europäischen Völkerverständigung. 
In den 1960er und 1970er Jahren wurde die Grazer Messe von Besuchern überschwemmt. Hunderte Aussteller zeigten ihre Produktneuheiten und von Spielwaren über Haushaltsgeräte und Textilien sah man die neuesten Errungenschaften der Konsumgesellschaft. 
In den 1980er Jahren entwickelten sich Messekonzepte vertiefend hin zu Fachmessen. Der Vergnügungspark wurde zur Partymeile und die Grazer Messe zunehmend zu einem gastronomischen und gesellschaftlichen Ereignis. 
In den 1990er Jahren verzeichneten die klassischen Publikumsmessen nach und nach Besucherrückgänge, was die Entwicklung neuer Fachthemenkonzepte hervorbrachte. Eine Zeit des radikalen Umbruchs stand vor der Tür. Die Bandbreite der Diskussionen reichte von der Neuerrichtung einer Stadthalle bis hin zur völligen Absiedelung aus dem Stadtgebiet. Das neue Jahrtausend brachte für den Messe Congress Graz den Bau der Grazer Stadthalle sowie der Halle A hervor. 